# بجاق
بجاق (به لاتین: Bucaq) یک منطقه مسکونی در جمهوری آذربایجان است که در شهرستان اغوز واقع شده‌است. بجاق ۱۳۵۰ نفر جمعیت دارد.